# 26273 Kateschafer
26273 Kateschafer è un asteroide della fascia principale. Scoperto nel 1998, presenta un'orbita caratterizzata da un semiasse maggiore pari a 2,5354396 UA e da un'eccentricità di 0,1333111, inclinata di 7,54674° rispetto all'eclittica.